# Eiji Hanayama
Eiji Hanayama (jap. 花山 英二, Hanayama Eiji; * 21. August 1977 in der Präfektur Tochigi) ist ein ehemaliger japanischer Fußballspieler.

## Karriere
Hanayama erlernte das Fußballspielen in der Schulmannschaft der Utsunomiya Gakuen High School. Seinen ersten Vertrag unterschrieb er 1996 bei den Urawa Reds. Der Verein spielte in der höchsten Liga des Landes, der J1 League. 1998 wechselte er zum Ligakonkurrenten Gamba Osaka. 1999 wechselte er zum Zweitligisten Vegalta Sendai. Für den Verein absolvierte er 13 Spiele. Danach spielte er bei den Tochigi SC. Ende 2005 beendete er seine Karriere als Fußballspieler.